# Balbir Singh (1942)
Pour les articles homonymes, voir Balbir Singh et Singh.
Balbir Singh Kullar, né le 8 août 1942 à Sansarpur et mort le 28 février 2020 dans la même ville, est un joueur indien de hockey sur gazon.

## Biographie
Balbir Singh participe avec l'équipe nationale de hockey aux Jeux olympiques d'été de 1968, remportant la médaille de bronze. Il remporte aussi la médaille d'or aux Jeux asiatiques de 1966.
Il reçoit le Padma Shri en 2009.